# Esquirol gris
L'esquirol gris (Sciurus carolinensis) és una espècie de rosegador esciüromorf de la família dels esciúrids. Figura a la llista de les 100 espècies invasores més nocives d'Europa.
No ha de confondre's amb les següents espècies: esquirol gris de Califòrnia, esquirol gris mexicà, esquirol de Bryant, esquirol gegant de Sri Lanka, esquirol de Collie i esquirol gris d'Arizona.
S'aparien dues vegades a l'any. El període de gestació és d'uns 45 dies i les cries, tres o quatre, neixen durant els mesos de febrer a març i agost a setembre.

## Distribució
És un esquirol arbori originari de l'est i mig oest dels Estats Units i d'algunes zones meridionals de l'est del Canadà. El seu nom específic prové de la denominació dels estats de Carolina del Sud i Carolina del Nord on foren primerament localitzats i, encara avui, són molt comuns.

## Subespècies
Es coneixen cinc subespècies de S. carolinensis.
- Sciurus carolinensis carolinensis
- Sciurus carolinensis extimus
- Sciurus carolinensis fuliginosus
- Sciurus carolinensis hypophaeus
- Sciurus carolinensis pennsylvanicus